# 큐베인
큐베인(Cubane, 쿠반, 분자식: C8H8)은 8개의 탄소 원자가 정육면체의 각 꼭짓점에 배치되어 각 탄소 원자에 수소 원자 1개씩 결합한 구조를 가지는 탄화수소 분자이다. IUPAC 명명법으로 큐베인(cubane)이지만 쿼드리프리스메인(quadriprismane), 또는 펜타사이클로[4.2.0.02,5.03,8.04,7]옥탄 이라고도 한다. 밀도는 1.29 g/cm3, 분자량은 104.15g/mol이며, 무색 투명의 결정으로 녹는점은 섭씨 131도이다.
큐베인과 이에 파생되는 복합물은 수많은 중요한 속성을 가진다. 큐베인에서 탄소 원자의 90도로 접하는 각은 접해 있는 정도가 매우 긴장 상태에 놓여있다는 것을 뜻한다. 그러므로 큐베인 복합물은 매우 반응적이며 옥타나이트로큐베인과 헵타나이트로큐베인과 같은 고밀도·고에너지 연료와 폭약에 유용하다는 것을 말해준다. 큐베인은 탄화수소 가운데 가장 높은 밀도를 가지고 있어서 대량의 에너지를 저장하는 데 기여할 수 있다. 연구자들은 의학과 나노기술 분야에서 큐베인 및 그와 비슷한 합성 분자를 사용하는 것을 연구하고 있다.

## 같이 보기
- 테트라헤드레인
- 도데카헤드레인
- 옥타나이트로큐베인